# アッベ湖

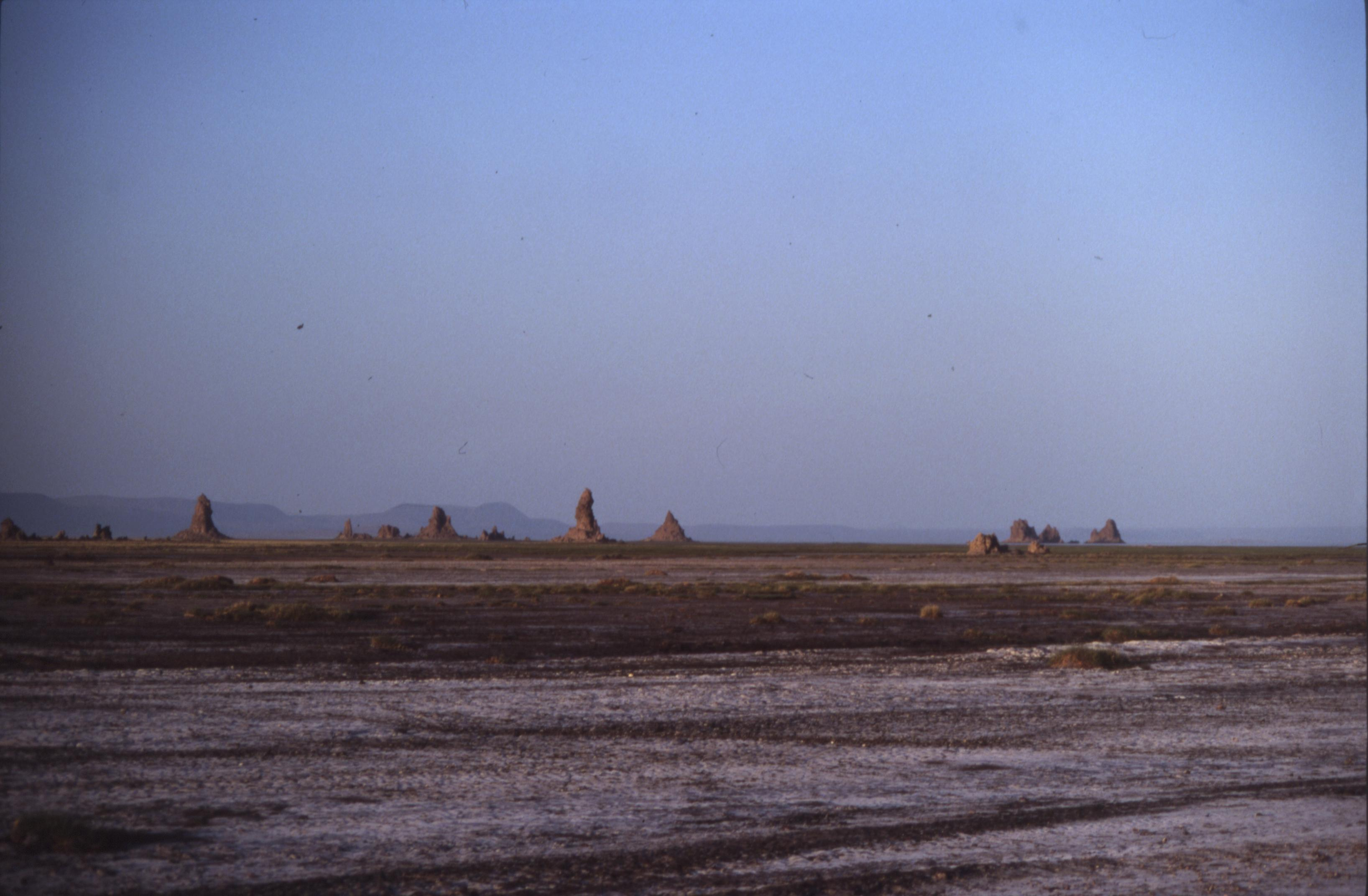
アッベ湖の噴気孔群

アッベ湖（Lake Abbe）は、エチオピアとジブチの国境上に位置する湖。塩湖である。
エチオピア高原から北東に向けて流れるアワッシュ川は、ジブチ・エチオピア国境近くの砂漠地帯で急激に水量を減らし、北からGargori、Laitali、Gummare、バリオ、Afamboの5つの湖を相次いで形成し、最後にアッベ湖へと流れ込む。この6つの湖は近接している。アッベ湖はアファール三重点(en)と呼ばれるアフリカの大地溝帯、ヨルダン渓谷・紅海と連なる中東の地溝帯、インド洋中央海嶺につながるカールスバーグ海嶺の3つが接し、お互いに離れるようにして広がっている地点に位置する。湖の北西岸には標高1069mの火山であるMount Dama Ali山がそびえ、湖周辺には塩の層が広がっている。特に南と南西岸に塩は多く堆積し、幅は10kmにも及ぶ。アワッシュ川のほか、西と南からOleldereとAbuna Merekesの二つのワジがアッベ湖へと流れ込む。湖水面の面積は34,000ヘクタールであるが、近年アワッシュ川からの灌漑用水の取水によって湖面は約5m低下した。
湖岸近くにはアファール人が集落を作っている。湖岸のあちこちからは温泉の蒸気が吹き上がり、それによって形成された噴気孔の石灰華の奇岩群が湖畔に立ち並び、独特の風景となっている。湖にはフラミンゴが多く生息している。アッベ湖はその特異な光景から、映画「猿の惑星」のロケ地ともなった。